# Banteux
Banteux és un municipi francès, situat a la regió dels Alts de França, al departament del Nord. L'any 2006 tenia 336 habitants.

## Demografia
| 1962                                       | 1968 | 1975 | 1982 | 1990 | 1999 | 2006 |
| ------------------------------------------ | ---- | ---- | ---- | ---- | ---- | ---- |
| 368                                        | 383  | 361  | 317  | 311  | 364  | 336  |
| Des de 1962: població sense dobles comptes |      |      |      |      |      |      |

## Administració
| Període   | Identitat      | Partit |
| --------- | -------------- | ------ |
| 2001-2008 | Guy Fernez     |        |
| 2008-     | Émile Lefebvre |        |